# Ophthalmis melata
Ophthalmis melata är en fjärilsart som beskrevs av Fabricius 1777. Ophthalmis melata ingår i släktet Ophthalmis och familjen nattflyn. Inga underarter finns listade i Catalogue of Life.